# Joseph Blackburne
Joseph Henry Blackburne (ur. 10 grudnia 1841 w Manchesterze, zm. 1 września 1924 w Londynie) – najwybitniejszy angielski szachista II połowy XIX wieku.

## Życiorys
Szachy poznał w wieku osiemnastu lat, zainspirowany sławą Paula Morphy’ego, który właśnie święcił swoje wielkie tryumfy w Europie. Blackburne czynił zadziwiająco szybkie postępy w nauce szachów, pobierając nauki od Bernharda Horwitza w klubie szachowym w Manchesterze, dość szybko stając się czołowym graczem tego klubu. Pod koniec lat sześćdziesiątych, po wygraniu mistrzostw Wielkiej Brytanii w 1869 r. był już uważany za najsilniejszego angielskiego szachistę.
Przez następne 20 lat Blackburne objechał świat, uczestnicząc zarówno w turniejach i meczach z udziałem szachowej elity, jak i grając tysiące partii pokazowych, w symultanach i „na ślepo”. Zwyciężył lub podzielił pierwsze miejsce w następujących prestiżowych turniejach: w Wiedniu w 1873 r. (wspólnie z Wilhelmem Steinitzem, któremu uległ w dogrywce), w Londynie w 1876 r., w Wiesbaden w 1880 r., w Berlinie w 1881 r. (aż o trzy punkty przed Johannesem Zukertortem) i w Londynie w 1893 r.
Bilans bezpośrednich meczów Blackburne’a z najsilniejszymi szachistami świata nie był dla niego korzystny. Dwukrotnie przegrał z Wilhelmem Steinitzem w 1862 r. (+1, -7, =2) i w 1876 r. (+0 -7 =0). Równie łatwo dał się pokonać Emanuelowi Laskerowi w 1892 r. (+0 -6 =4). Konfrontacje z Zukertortem i Isidorem Gunsbergiem były bardziej wyrównane. Z Zukertortem przegrał pierwszy mecz w 1881 r. (+2 -7 =5), lecz w 1887 wziął rewanż (+5 -1 =7). Z Gunsbergiem pierwszy mecz w 1881 roku wygrał (+7 -4 =3), po czym w 1887 roku doznał goryczy porażki (+2 -5 =6).
Głównym źródłem utrzymania Blackburne’a były pokazy gry jednoczesnej i gry „na ślepo”. Partie odbywały się o określone z góry stawki, przy czym stawka w partii na ślepo była podwojona. W latach dziewięćdziesiątych Blackburne rozgrywał ok. dwóch tysięcy partii rocznie, jeżdżąc po całym świecie. Odwiedził nawet Australię i Nową Zelandię. Szacuje się, że w całej karierze rozegrał rekordową liczbę ponad stu tysięcy partii. W ciągu 53 lat brał udział w 53 międzynarodowych turniejach. W lekkich partiach często grał czarnymi swój słynny gambit za szylinga: 1.e4 e5 2.Sf3 Sc6 3.Gc4 Sd4!? – ryzykowny wariant, nieskuteczny przeciwko dobrym graczom, lecz zabójczy dla amatorów. Także i w partiach z dobrymi szachistami reprezentował romantyczny, agresywny i pełen polotu styl gry, oparty głównie na biegłości taktycznej, chociaż był również znany z dobrej techniki rozgrywania końcówek.
W 1899 r. wydał zbiór swoich partii, uzupełniony o dwadzieścia problemów szachowych własnego autorstwa i krótką biografię, pod tytułem Mr Blackburne’s Games at Chess (Partie szachowe pana Blackburne’a). Do późnych lat pozostawał bardzo silnym szachistą. W 1914 r., w wieku 72 lat brał udział w słynnym turnieju arcymistrzowskim w Petersburgu. Odebrał wówczas nagrodę za najpiękniejszą partię turnieju, za wygraną z Aronem Nimzowitschem. Był to jego ostatni występ na arenie międzynarodowej. Do końca życia zajmował się szachami, redagując kolumnę szachową w gazecie The Field.
Według retrospektywnego systemu Chessmetrics, najwyżej sklasyfikowany był we wrześniu 1873 r., zajmował wówczas 2. miejsce (za Wilhelmem Steinitzem) na świecie.